# 인간정보
인간정보(人間情報)는 인간 출처, 대인 커뮤니케이션을 통한 정보 수집을 의미한다. 영어로는 휴먼 인텔리전스(human intelligence)로, 대부분 축약하여 휴민트(HUMINT)라고 부른다. 신호정보(signals intelligence, SIGINT), 영상정보(imagery intelligence, IMINT), 계측기호정보(measurement and signature intelligence, MASINT)와 같은 보다 기술적인 정보 수집 분야와는 구별된다. 인간정보는 첩보, 정찰, 심문, 목격자 인터뷰, 고문 등 다양한 방식으로 수행될 수 있다. 군대 및 정보기관과 연관되어 있지만, 법집행과 같은 다양한 민간 부문에도 적용될 수 있다.

## 개괄
NATO는 인간정보를 "인간 출처에 의해 수집되고 제공된 정보로부터 얻어진 정보의 한 범주"로 정의한다. 일반적인 인간정보 활동은 정보에 접근할 수 있는 사람들과의 심문과 대화로 구성된다.
명칭이 시사하듯이, 인간정보는 주로 사람들에 의해 수집되며 일반적으로 첩보 활동이나 기타 형태의 은밀한 감시를 통해 제공된다. 그러나 피의자 심문이나 단순한 인터뷰와 같은 공개적인 수집 방법도 존재한다.
휴민트 작전의 수행 방식은 공식 프로토콜과 정보 출처의 특성에 의해 결정된다. 미국 군대의 군사정보 맥락에서 휴민트 활동은 비밀 활동을 포함할 수 있지만, 이러한 작전들은 CIA 프로젝트와 더 밀접하게 연관되어 있다. 방첩과 휴민트 모두 비밀인간정보와 그에 관련된 운영 기법을 포함한다.

## 사례
- 올레그 펜코프스키는 소련 군사정보총국(GRU)의 대령으로, 영국과 미국에 정보원 역할을 했다. 그는 소련과의 급격히 고조되는 군사적 긴장 상황에 대처하는 데 필요한 정확한 정보를 제공했다. 영국과 미국에 소련과의 신속히 발전하는 군사적 긴장에 대처하는 데 필요한 정확한 지식을 제공함으로써 정보원 역할을 수행했다.

## 같이 보기
- 신호정보

### 참고문헌
- “NATO glossary of terms and definitions (English and French)” (PDF). 2013. AAP-6.
- DeVine, Michael E. (2019년 6월 14일). “Covert Action and Clandestine Activities of the Intelligence Community: Selected Definitions in Brief”. 《Congressional Research Service》.
- Thomas Patrick Carroll, 《Government 139 (Class Notes) Syllabus Section 1 — Human Intelligence: From Sleepers to Walk-ins》 (PDF), California State University Sacramento
- Steele, Robert David (2010). 《Human Intelligence: All Humans, All Minds, All the Time》 (영어). Strategic Studies Institute, U.S. Army War College. ISBN 978-1-58487-439-3.
- Clark, Robert M. (2013년 9월 13일). 《Intelligence Collection》 (영어). CQ Press. ISBN 978-1-4833-2437-1.